# Neighel Drummond
Neighel Drummond Morales (2 de fevereiro de 1982) é um futebolista profissional costarriquenho que atua como goleiro.

## Carreira
Neighel Drummond representou a Seleção Costarriquenha de Futebol nas Olimpíadas de 2004.